# Шипіоне Пульцоне
Шипіоне Пульцоне абоІль Гаетано (італ. Scipione Pulzone; 1544, Гаета — 1 лютого 1598, Рим) — італійський художник доби маньєризму.

## Життєпис
Художник народився в містечку Гаете, звідки і його прізвисько Іль Гаетано . Вважають, що художню освіту опановував у Якопіно дель Конте, знав і вивчав твори Себастьяно дель Пьомбо та низки майстрів, що обслуговували папський двір чи працювали в Римі доби Контрреформації. Став членом Папської конгрегації мистецтв Віртуозі аль Пантеон та членом римської Гільдії Святого Луки.
Робив релігійні композиції. Але більш відомий як уславлений портретист.
Помер в Римі.

## Художня манера

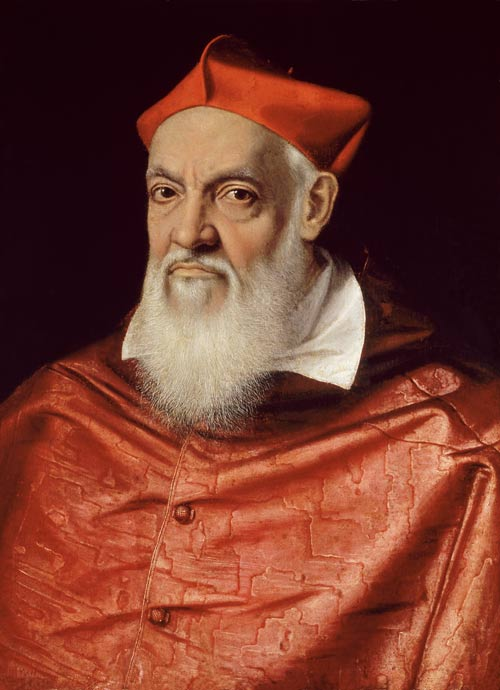
Шипіоне Пульцоне. «Кардинал Річчі». Художній музей Фогг.

Художник був наново введений в історію західноєвропейського мистецтва після статті мистецтвознавця Федеріко Цері в 1957 р. На художню манеру митця мали вплив аристократичні портрети пензля Антоніса Мора, з їх елегантністю, іспанською холодністю і гордовитістю, котра створила тодішню моду на парадний аристократичний портрет. В орбіту цих настанов серед італійських художників були захоплені Бронзіно, Франческо Сальвіаті, Парміджаніно, Мірабелло Кавалорі, Лавінія Фонтана, Софонісба Ангіссола. Широкий спектр художників-маньєристів, задіяних в портретному жанрі, надав підстави навіть виділяти їх окремо як представників мистецтва конрреформації. В художній манері Шипіоне Пульцоне змішані риси портретних знахідок митців Нідерландів та італійського маньєризму, з його психологічною напруженістю, неприємними хроматичними гамами, настроями зневіри, кризи, підозрілості і песимізму.

## Вибрані твори
- «Невідома аристократка в чорній сукні»
- «Папа римський Павло III», копія портрета Тиціана
- «Невідома аристократка в червоній сукні», Музей де Коньяк Шаранта, Франція

- «Кардинал Річчі», 1569, художній музей Фогг,
- «Каяття Марії Магдалії», до 1573, Мілан
- «Автопортрет», 1574,
- «Кардинал Фердинандо Медічі» до вступу на престол герцога Тоскани, 1580
- «Фердинандо I де Медічі» (1549—1609), 1582, галерея Уффіці, Флоренція
- «Невідома шляхетна пані», після 1580, Художній музей Волтерс
- «Вітторія Аккорамбоні», Петергоф, Великий палац, Росія.
- «Портрет кардинала Колонна», 1570, Ермітаж, Санкт-Петербург
- «Розп'яття з передстоячими», 1590, церква Санта Марія Валічелла, Рим
- «Герцориня Кристина Лотарінзька», після 1591
- «П'єта», 1593, Музей мистецтва Метрополітен, Нью-Йорк

## Галерея

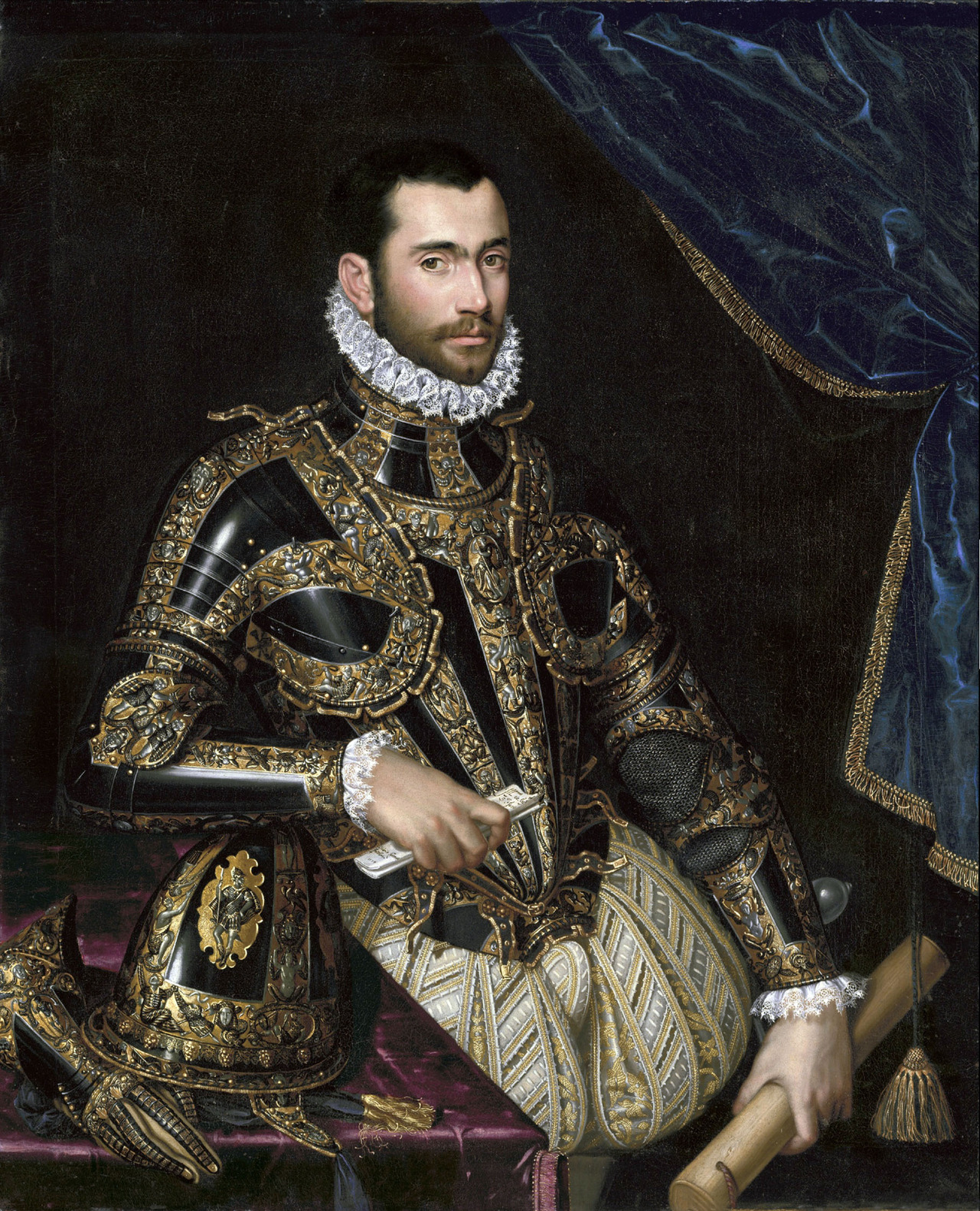
Ш. Пульцоне. «Портрет Якопо Бонкомпаньї»

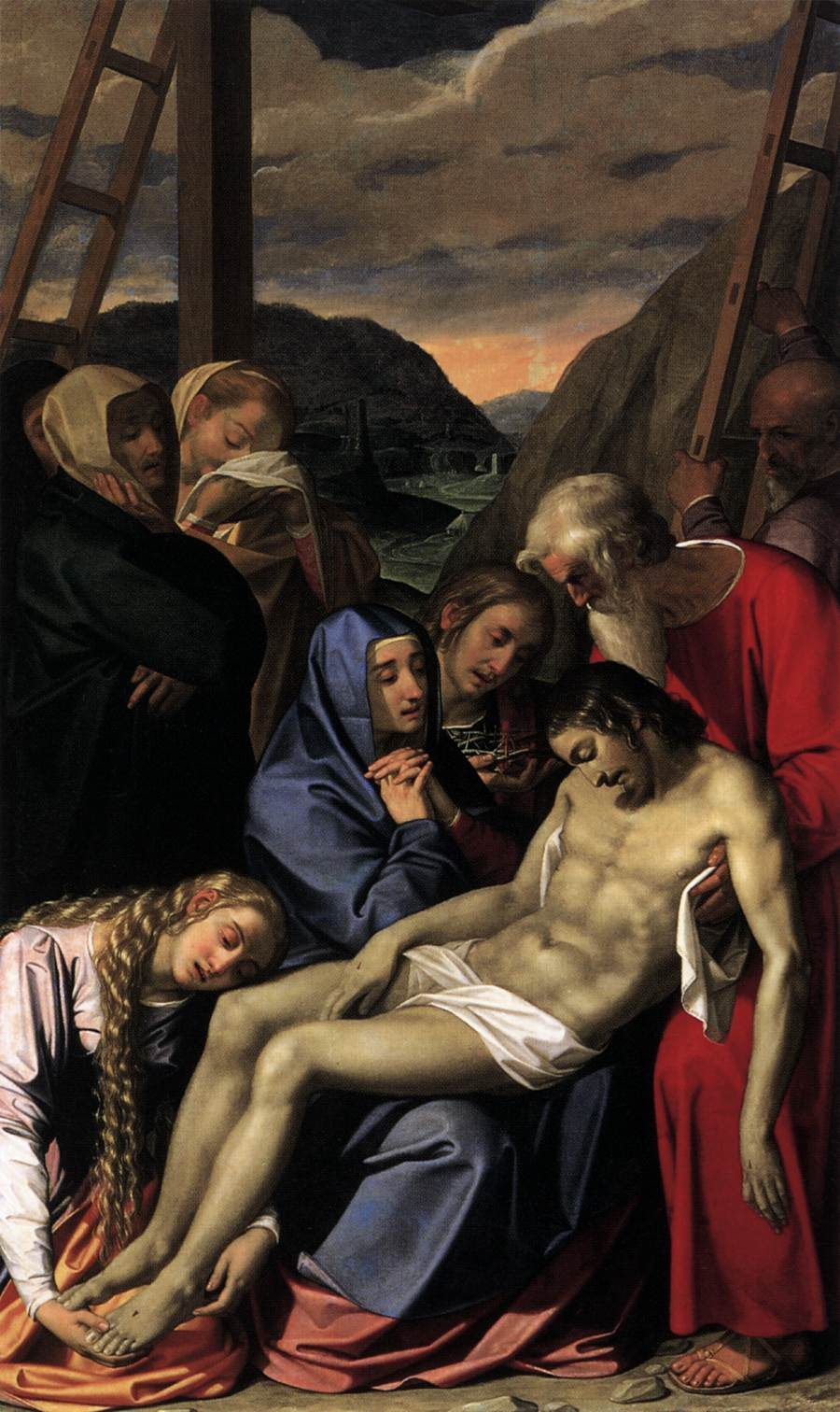
Шипіоне Пульцоне, «П'єта», 1591 р.,Музей мистецтва Метрополітен, Нью-Йорк

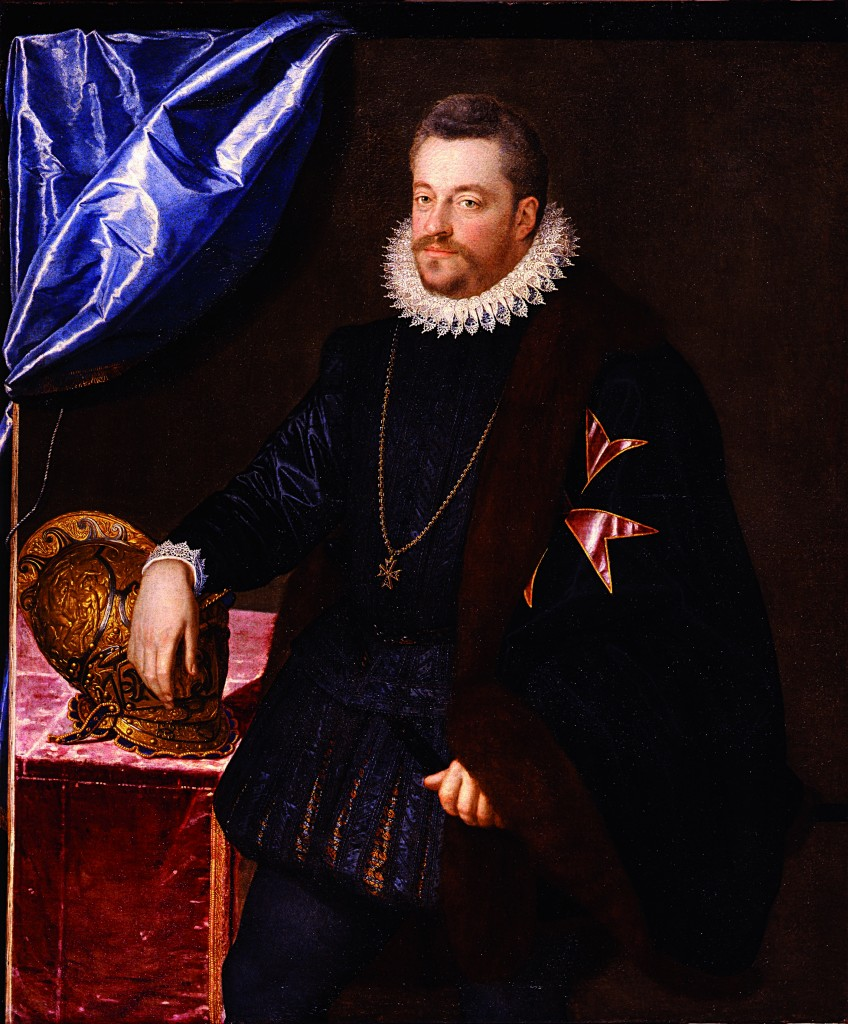
«Фердинандо І Медічі як мальтійський лицар», Галерея Уффіці, 1590 р.
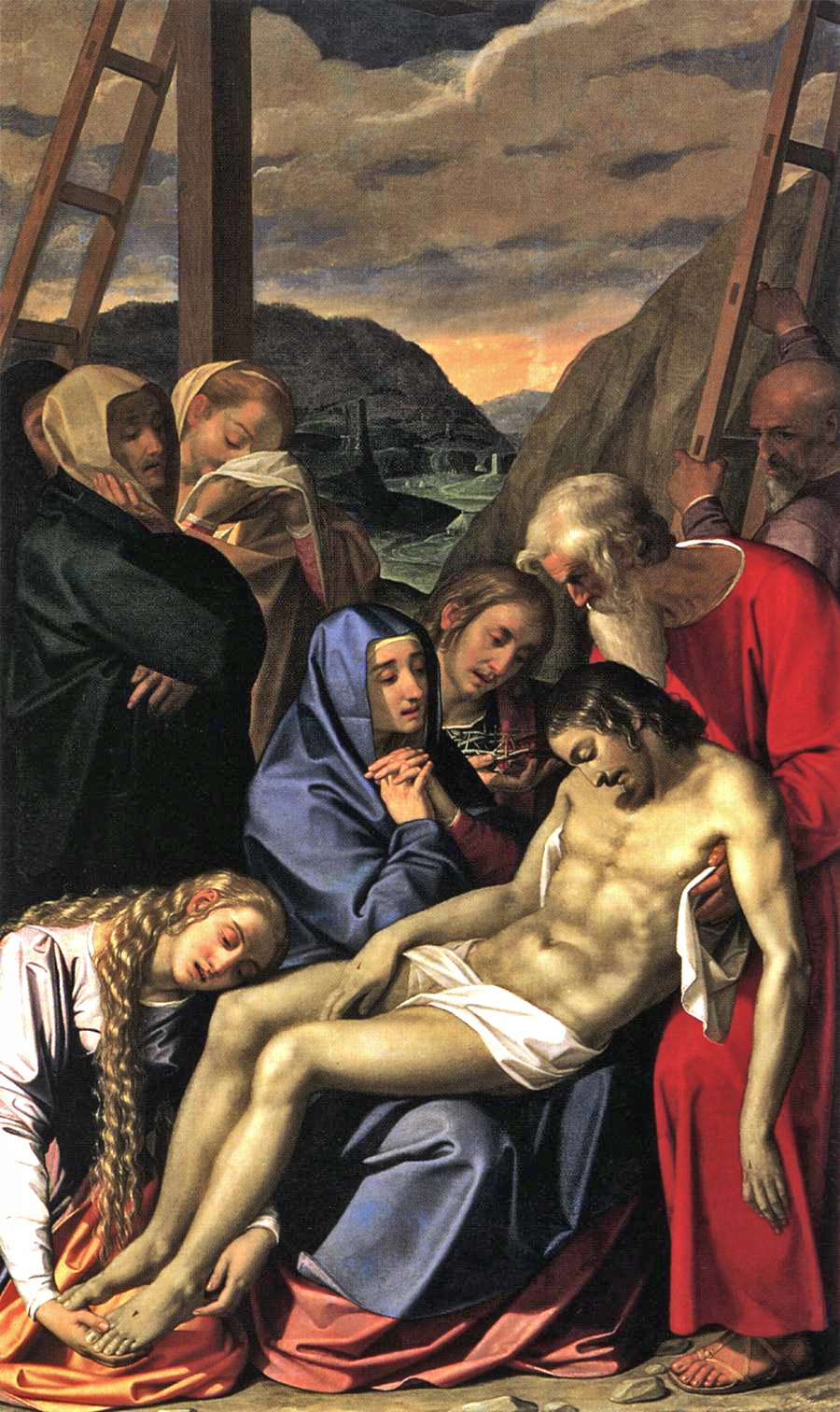
«Розп'яття з передстоячими», 1593 р., Музей мистецтв Метрополітен
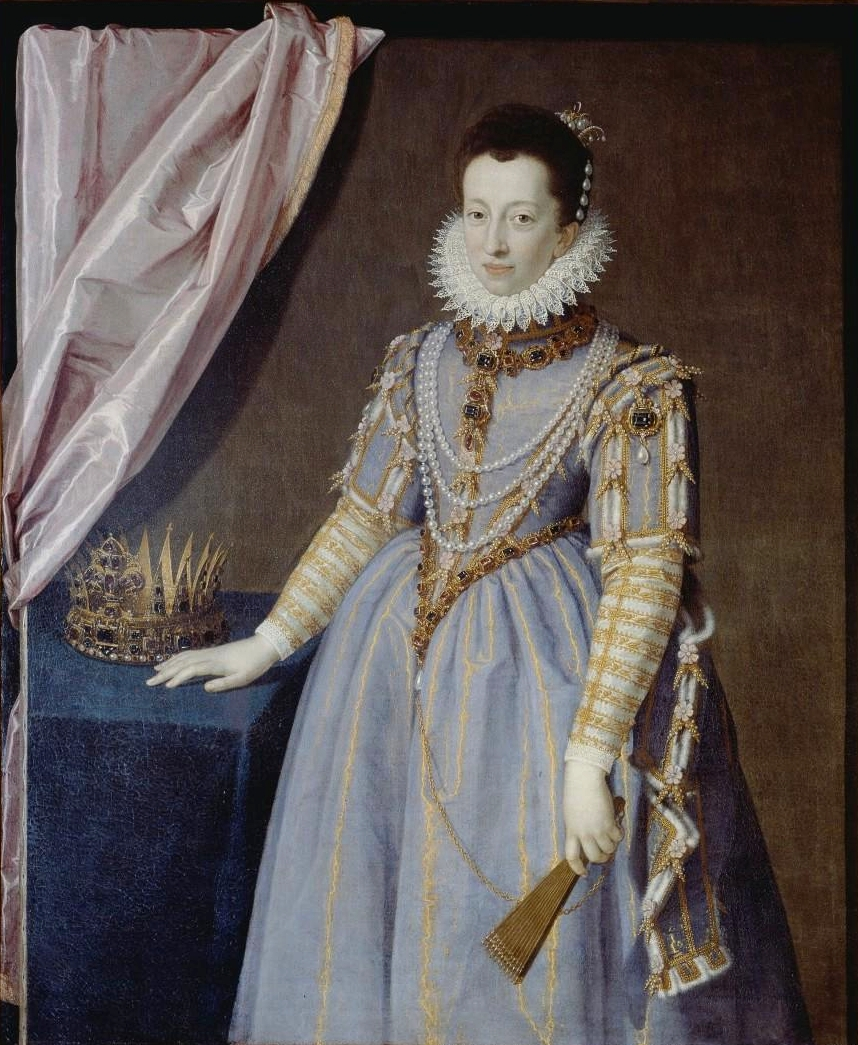
«Кристина Лотаринзька, велика герцогиня Тосканська», 1590 р.
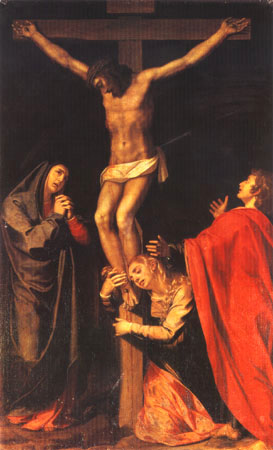
«Розп'яття з передстоячими», 1590, церква Санта Марія Валічелла, Рим
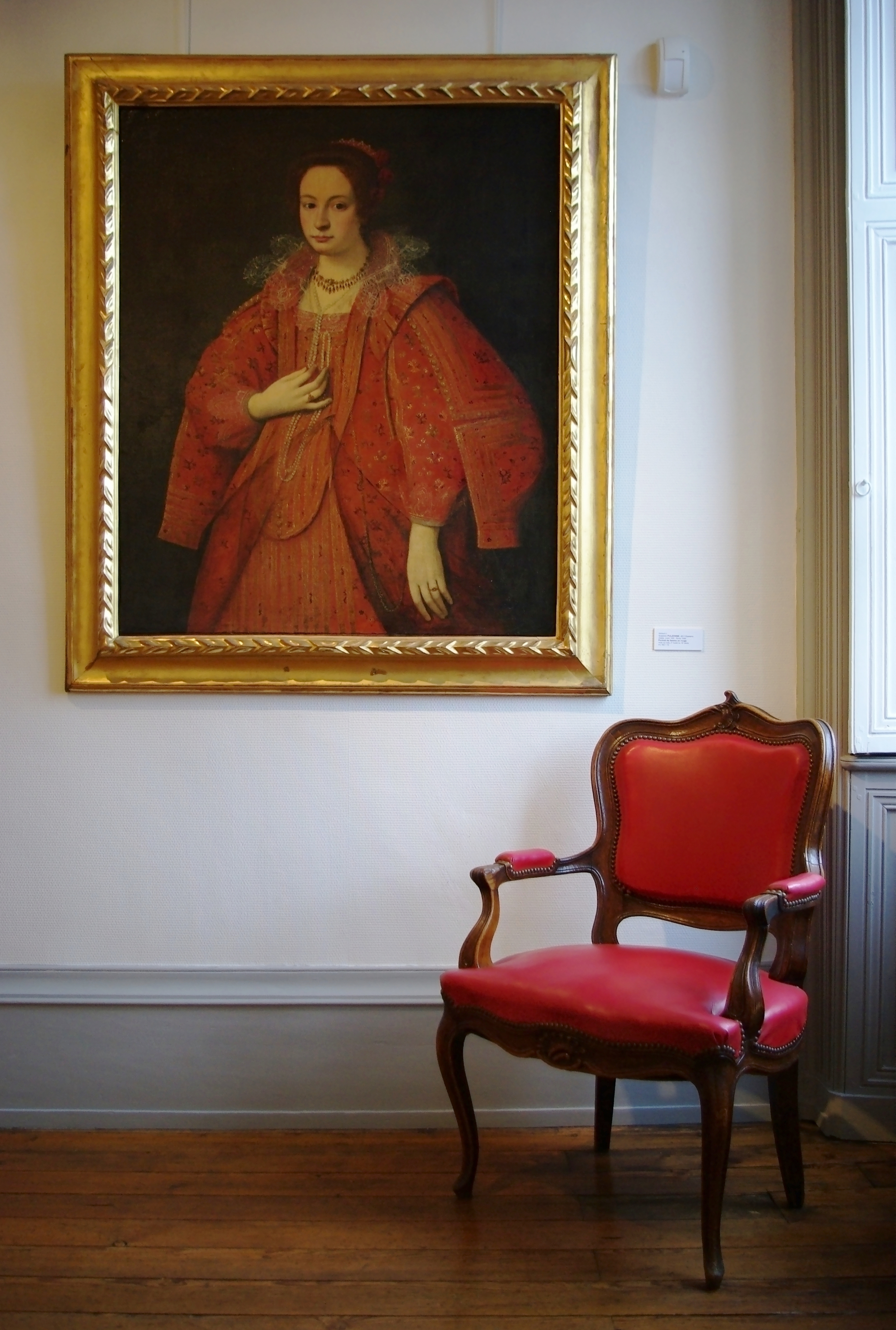
«Невідома аристократка в червоній сукні», Музей де Коньяк Шаранта, Франція